# ニコラス・ベーコン

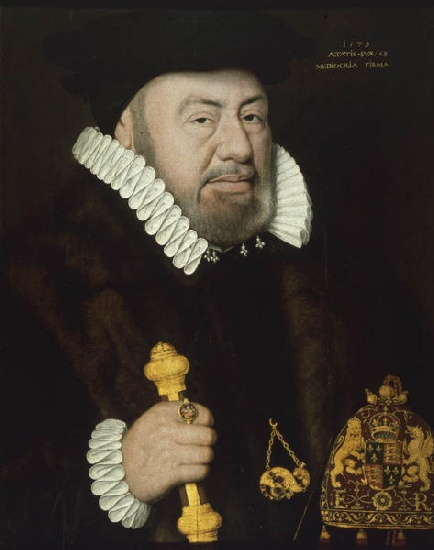
サー・ニコラス・ベーコン（作者不明、1579年）

サー・ニコラス・ベーコン（英語: Sir Nicholas Bacon, PC, 1510年12月28日 - 1579年2月20日）は、16世紀イングランド王国の政治家。エリザベス1世の下で大法官兼庶民院議長兼国璽尚書を務めた。哲学者、政治家のフランシス・ベーコンの父でもある。

## 生涯
ロバート・ベーコン（1479年 - 1548年）と妻エレノア（イザベル）・ケージの次男として、ケントのチズルハーストに生まれた。ケンブリッジ大学を構成する学寮の1つのコーパス・クリスティ・カレッジを1527年に卒業し、パリでの滞在の後、1532年にグレイ法曹院に入り弁護士の資格を得た。
やがてトマス・クロムウェルに見いだされて増収裁判所に勤務、宗教改革の一環として行われた修道院解散で、解体された修道院の財産管理に携わった。1540年に増収裁判所の検事となり、1542年にウェストモーランド選挙区から庶民院議員に選出された。
修道院解散後、ヘンリー8世からサフォークのレッドグレイヴ、ボーテスゲイル、ギスリンガム、ハートフォードシャーのゴランベリーに領地を与えられた。ゴランベリーはハートフォードシャー南部のセント・オールバンズにある場所で、セント・オールバンズ大聖堂に属しており、ヴェルーラミウムと呼ばれるローマの消滅した都市の近くにあった。1563年から1568年にかけてここにオールド・ゴランベリー・ハウス（現在は史跡）と呼ばれる新しい家を建て、これは後に息子のフランシス・ベーコンの家となった。
1545年にダートマス選挙区から選出、1547年には後見裁判所の検事となり、1552年にはグレイ法曹院の出納官にまで昇格した。ベーコンはプロテスタントであったので、カトリックであったメアリー1世の戴冠によってこれらの昇進を失ったが、メアリー1世からは地位保全を黙認された。この時期に信仰を内面にとどめ、外面的に信仰の異なる主君に服従した経験はベーコンの性格に影響を与えたといわれる。1558年にメアリー1世が死去、異母妹エリザベス1世が即位したことで、ベーコンにとっては義兄（後妻の姉ミルドレッド・クックの夫）であるウィリアム・セシルの大きな影響で、国璽尚書と枢密顧問官に任命された。大法官ニコラス・ヒースがエリザベス1世と対立して蟄居させられていたため大法官代理も務めることになり、雄弁さを買われ庶民院議長も兼任、議会運営に力を振るうことになった。その少し後、ベーコンは騎士（Knight Bachelor）となった。
財政知識を活かして財政・社会問題に取り組み、1561年10月にヘンリー8世の時代から続いていた貨幣改鋳を終わらせ、1563年に職人法（職人規制法、徒弟法とも）の立案・執行に尽力した。また議会では女王と打ち合わせて彼女の意向を議会に伝える役割を果たし、1559年の議会の開会式の演説で国教をカトリックからプロテスタント（イングランド国教会）へ戻すこと、フランス・スコットランドとの戦争費用調達の審議を訴え、合わせて宗教的熱狂を避けて穏健・中庸な宗教を望み、表向きは服従すれば内心信仰が異なる場合は構わないとする女王の意向に沿って、国王至上法と礼拝統一法の制定で成立した中庸体制をセシルらと共に維持する役割も負った。1570年でも星室庁でその旨を繰り返し述べた触れを出したり、1572年にスコットランド女王メアリーの扱いで動揺する議会を女王の代わりに閉会を宣言、将来のイングランド王位継承も絡んだ複雑な問題を打ち切ったりしている。
ベーコンは友人マシュー・パーカーのために、エリザベス1世が最初の議会を開いた際の貴族院での公的立場を利用し、カンタベリー大司教の地位を安定させることを手助けした。敵であるスコットランド女王メアリーの存在にもかかわらず、フランスに対するセシルの戦争政策に財政的側面から反対した。しかしベーコンは他国のプロテスタントとの近しい繋がりを大事にしており、フランスとスコットランドの同盟にイングランドに対する脅威を感じていた。
1559年、ベーコンは大法官の完全な司法権を行使することを認められた。しかし1564年に彼は王室の不興を一時的に買ったと感じ、王室から退いた。というのも、エリザベス1世がジョン・ヘイルズによって書かれた "A Declaration of the Succession of the Crowne Imperial of Ingland" の出版に彼が関わったと考えていたからである。この文章ではジェーン・グレイの妹であるキャサリン・グレイがイングランドの王位継承権を持つと主張していた。ベーコンの無実が認められ、彼は再び引き立てられた。また、彼はキャサリンの属するサフォーク議会の権利を再び訴えたアンソニー・ブラウンの手紙に返信した。
ベーコンは徹底的にスコットランド女王メアリーを疑い彼女をダーンリー卿ヘンリーと結婚させることに反対し、イングランドに対する深刻な影響がメアリーの復権後に起こるであろうとエリザベス1世に警告した。また女王とアンジュー公フランソワの結婚の計画を好んでいなかったようであり、カトリックとフランスに対する懸念はサン・バルテルミの虐殺によって大きくなった。イングランド国教会の人間として、ベーコンは聖職的な問題に大きな関心を持っており、教会でのより良い教義と戒律の観察を提案していた。
晩年は後妻の2人の息子アンソニーとフランシスの教育に力を注ぎ、1573年4月に2人をケンブリッジ大学トリニティ・カレッジへ、1576年6月にグレイ法曹院へと自分が通っていた教育機関へ送り出した（9月にフランシスが駐仏大使エイミアス・ポーレットに随行してフランス留学した件もベーコンの計らいとされている）。1577年にゴランベリーへ巡幸に訪れた女王を歓待し最高の栄誉を与えられたが、2年後の1579年、大雪の日に窓を開けたままうたた寝してしまい、肺炎にかかり2月20日に68歳でゴランベリーで死亡、セント・ポール大聖堂に埋葬された。
ベーコンは雄弁な話者、教養ある法律家、そして気前の良い友人であった。教育への関心によって、教育にレッドグレイヴ文学校などのいくつかの遺産を残した。

## 家族
ベーコンは2度結婚している。最初の妻Jane Ferneleyと3人の息子と3人の娘をもった。長男ニコラス（1540年 - 1624年）はサフォーク議会の議員で、1611年には準男爵とされた。この称号は今なお子孫たちに引き継がれている。2人目と3人目の息子、ナサニエル（1550年 - 1622年）とエドワード（1550年 - 1618年）も公に身を捧げ、ナサニエルの娘のアンを通じてタウンゼンド侯爵の血族となった。
1553年にベーコンはアンソニー・クック卿の娘アン・クック（1528年 - 1610年）と2度目の結婚をし、2人の息子を得た。アンソニー（1558年 - 1601年）と、後に大法官、哲学者、作家、科学者となるフランシス（1561年 - 1626年）である。